# Гузятино (деревня, Тверская область)
Гузятино — деревня в Бологовском районе Тверской области.

## География
Деревня находится 7 км от центра сельского поселения — посёлка Березайка, в деревне остановочный пункт 310 км Октябрьской железной дороги. В 6 км к юго-западу находится посёлок (и станция) Гузятино.

## Население
По данным 2008 года население НП составило 26 человек.

## Власть
Деревня в административном плане относится к Березайскому сельскому поселению Бологовского района
Тверской области.